# Карой Кішфалуді
Карой Кішфалуді (угор. Kisfaludy Károly; *5 лютого 1788, Тет — †21 листопада 1830, Будапешт) — угорський драматург, художник-пейзажист і поет-романтик. Автор епічної поеми «Мохач» (Mohács), а також численних епіграм та популярних народних пісень. Вважається родоначальником угорської драматургії і лідером першого покоління угорських романтиків.
Учасник Наполеонівських воєн. Молодший брат Шандора Кішфалуді.

## Біографія
Народився в знаменитій дворянській родині, був восьмою дитиною. Мати померла при його народженні і, ймовірно, тому батько протягом усього життя холодно ставився до свого молодшого сина.
У 16 років Карой в армії, брав участь у багатьох битвах Наполеонівських воєн в Італії, Сербії та Баварії. У цей час Карой став знаменитий у Відні як художник-пейзажист, тим самим внісши свою лепту в історію становлення угорського живопису.
Перші ліричні твори Кішфалуді написав під час служби в армії. Демобілізувавшись 1810, Кішфалуді вивчав мистецтво і подорожував по Австрії та Італії.
1817 Кішфалуді повернувся в Угорщину. Слава драматурга наздогнала його 1819 після успіху трагедій «Татари в Угорщині» (A tatárok Magyarországon) і «Ілка, або Взяття Нандорфейервара» (Ilka, vagy Nándorfehérvár bevétele). Драми Кішфалуді перекладені німецькою мовою. Поетичне визнання Карой Кішфалуді заслужив епосом «Мохач» (Mohács), присвяченим трагічним для Угорщині подіям 1526.
Разом зі старшим братом Шандором Карой Кішфалуді організував журнал «Аврора». Після 1826 Кішфалуді звернувся до народної творчості і писав фольклорні пісні, які публікувалися в «Аврорі». Пісні Кішфалуді отримали широку популярність і вплинули на Шандора Петефі.
Карой Кішфалуді помер в 1830 від туберкульозу. На згадку про Кішфалуді 1836 Міхай Верешмарті і Йожеф Байза заснували Товариство Кішфалуді.

## Твори
- 1809: Tătarii din Ungaria («A tatárok Magyarországon»)
- 1817: Pretendenții («A kérők»)
- 1828: Deziluzii («Csalódások»)
- 1824: Mohács.